# Kōichi Isoda
Kōichi Isoda (japanisch 磯田 光一, Isoda Kōichi; * 18. Januar 1931 in Yokohama; † 5. Februar 1987) war ein japanischer Literaturkritiker und -wissenschaftler.

## Leben und Werk
Isoda studierte englische Literatur an der Universität Tokio. Er befasste sich mit den romantischen englischen Dichtern, etablierte sich als Literaturkritiker und publizierte dazu 1964 „Junkyō no bigaku“ (殉教の美学) – etwa „Das Martyrium der Ästhetik“. Seine äußerst lobende Kritik zu Mishima Yukio steht philosophisch im Einklang mit seinen anderen Werken. Er glaubte an eine indigene japanische Mentalität, die nach seiner Meinung über den politischen Ideen steht.
Zu Isodas weiteren Werken gehören „Shisō toshite no Tōkyō“ (思想としての東京) – „Tokio als Idee“ 1978, „Nagai Kafū“ 1979 – eine kritische Studie über den Schriftsteller, „Hagiwara Sakutarō“ 1987 – eine Analyse des Dichters und seines Werkes, die unvollendet blieb. Für „Rokumeikan no keifū“ (鹿鳴館の系譜) – „Genealogie des Rokumeikan“ erhielt er 1983 den Yomiuri-Literaturpreis.

## Quelle
- Alan Tansman und Isoda Koichi: "Isoda Koichi's "The Dilemma of Domestic Sensibilities": An Introduction", The Journal of Japanese Studies, Vol. 21, No. 1 (Winter, 1995), pp. 33–47+49–63
- John Scott Miller: "Historical Dictionary of Modern Japanese Literature and Theater", Scarecrow Press, 2009, ISBN 978-0-8108-5810-7, S. 41
- S. Noma (Hrsg.): Isoda Kōichi. In: Japan. An Illustrated Encyclopedia. Kodansha, 1993. ISBN 4-06-205938-X, S. 634.

| Personendaten    | Personendaten                                      |
| ---------------- | -------------------------------------------------- |
| NAME             | Isoda, Kōichi                                      |
| ALTERNATIVNAMEN  | 磯田光一 (japanisch)                               |
| KURZBESCHREIBUNG | japanischer Literaturkritiker und -wissenschaftler |
| GEBURTSDATUM     | 18. Januar 1931                                    |
| GEBURTSORT       | Yokohama                                           |
| STERBEDATUM      | 5. Februar 1987                                    |